# 22. marts
22. marts er dag 81 i året i den gregorianske kalender (dag 82 i skudår). Der er 284 dage tilbage af året.
- Paulus' dag.
- FN's verdensdag for vand.

### Begivenheder
Født - Dødsfald
- 1671 - Ved en møntordning bliver det bestemt, at danske mønter for fremtiden kun må slås i København, Glückstadt og Kongsberg.
- 1808 - Den danske søhelt Peter Willemoes falder i Slaget ved Sjællands Odde.
- 1809 - Karl 13. bliver konge af Sverige efter Gustav 4. Adolfs abdikation.
- 1888 - English Football League bliver grundlagt.
- 1895 - Auguste og Louis Lumière viser den første film nogensinde, La Sortie des ouvriers de l'usine Lumière.
- 1917 - USA anerkender den nye russiske regering.
- 1943 - Et par militærbarakker ved Langelandsgades Kaserne i Århus bliver sprængt i luften.
- 1945 - Den Arabiske Liga bliver dannet af 7 mellemøstlande ved et møde i Cairo.
- 1946 - Transjordanien (senere Jordan) opnår uafhængighed efter at have været et britisk protektorat.
- 1948 - Ny dansk retskrivning: Bolle-å indføres, og navneord skal ikke længere skrives med stort begyndelsesbogstav; datidsformerne kunde, skulde, vilde bliver kunne, skulle, ville.
- 1963 - The Beatles' første album Please Please Me udsendes i England.
- 1975 - Badmintonspilleren Svend Pri slår Rudy Hartono i finalen i All England.
- 1983 - Chaim Herzog, født i Belfast, bliver valgt som præsident for staten Israel.
- 1995 - I Japan anholdes nogle medlemmer af den religiøse sekt Aum Shinrikyo for giftgasattentaterne i Tokyos undergrundsbane.
- 1996 - Dronning Margrethe indvier kunstmuseet Arken ved Ishøj.
- 1996   - Göran Persson bliver ny svensk statsminister efter Ingvar Carlsson
- 2016 - Terrorangrebene i Bruxelles i marts 2016.
- 2024 - Skyderiet i Moskva 2024.

### Født
- 1459 - Maximilian 1., tysk-romersk kejser (død 1519).
- 1599 - Anthony van Dyck, flamsk maler (død 1641).
- 1609 - Johan 2. Kasimir Vasa, polsk konge (død 1672).
- 1663 - August Hermann Francke, tysk teolog (død 1727).
- 1708 - Ernst Henrich Berling,  tysk/dansk bogtrykker (død 1750).
- 1797 - Wilhelm 1., tysk kejser (død 1888).
- 1858 - Henrik Cavling, dansk journalist, redaktør og forfatter (død 1933).
- 1868 - Robert Andrews Millikan, amerikansk fysiker og modtager af Nobelprisen i fysik (død 1953).
- 1887 - Chico Marx, amerikansk skuespiller og komiker (død 1961).
- 1908 - Louis L’Amour, amerikansk forfatter (død 1988).
- 1910 - Nicholas Monsarrat, engelsk forfatter (død 1979).
- 1912 - Karl Malden, amerikansk skuespiller (død 2009).
- 1918 - Cheddi Jagan, præsident for Guyana 1992-97 (død 1997).
- 1923 - Marcel Marceau, fransk mimiker (død 2007).
- 1923   - Bo Bojesen, dansk bladtegner (død 2006).
- 1927 - Vera Henriksen, norsk forfatterinde (død 2016).
- 1929 - P. Ramlee, malaysisk skuespiller (død 1973).
- 1930 - Stephen Sondheim, amerikansk sangskriver (død 2021).
- 1930   - Pat Robertson, amerikansk tv-prædikant (død 2023).
- 1931 - William Shatner, amerikansk skuespiller.
- 1931   - Leslie Thomas, britisk forfatter (død 2014).
- 1933 - Preben Thomsen, dansk præst og forfatter (død 2006).
- 1933   - Abolhassan Banisadr, iransk præsident (død 2021).
- 1936 - Roger Whittaker, britisk sanger (død 2023).
- 1941 - Hugo Rasmussen, dansk bassist, komponist og kapelmester (død 2015).
- 1945 - Jan Larsen, dansk fodboldspiller (død 1993).
- 1946 - Gretelise Holm, dansk journalist og forfatter.
- 1947 - Bent Falbert, dansk chefredaktør.
- 1947   - James Patterson, amerikansk forfatter.
- 1948 - Andrew Lloyd Webber, britisk komponist.
- 1955 - Lena Olin, svensk skuespillerinde.
- 1957 - Jacek Kaczmarski, polsk digter og musiker.
- 1957   - Peter Langdal, dansk teaterchef og sceneinstruktør.
- 1967 - Mario Cipollini, italiensk cykelrytter.
- 1971 - Iben Hjejle, dansk skuespillerinde.
- 1972 - Pernille Rosendahl, dansk sangerinde
- 1976 - Reese Witherspoon, amerikansk skuespillerinde.
- 1985 - Thomas Buttenschøn, dansk musiker og sangskriver.

### Dødsfald
- 192  - Dong Zhuo, kinesisk hersker og tyran (født 139).
- 1602 - Agostino Carracci, italiensk maler og grafiker (født 1557).
- 1808 - Peter Willemoes, dansk søhelt (født 1783).
- 1832 - Johann Wolfgang von Goethe, tysk digter (født 1749).
- 1858 - Eeltje Halbertsma, frisisk forfatter (født 797).
- 1896 - Thomas Hughes, engelsk forfatter (født 1822).
- 1937 - Thorvald Aagaard, dansk komponist, organist og højskolelærer (født 1877).
- 1958 - Mike Todd, amerikansk filmproducer og opfinder (født 1909).
- 1974 - Viggo Starcke, dansk læge, partileder, folketingspolitiker og minister (født 1895).
- 1978 - Jens Sønderup, dansk landmand, folketingspolitiker og minister (født 1894).
- 1994 - Philippa Bulgin, dansk sanger (født 1967).
- 1995 - Richard Willerslev, dansk erhvervshistoriker (født 1915)
- 2001 - Søren Weiss, dansk skuespiller og instruktør (født 1922).
- 2005 - Kenzo Tange, japansk arkitekt (født 1913).
- 2012 - Kirsten Passer, dansk skuespillerinde (født 1930).

|  | Denne datoartikel kan blive bedre, hvis der indsættes et (bedre) billede Du kan hjælpe ved at afsøge Wikimedia Commons for et passende billede eller uploade et godt billede til Wikimedia Commons iht. de tilladte licenser og indsætte det i artiklen. |